# Рашин, Алоис
Алоис Рашин (чеш. Alois Rašín; 18 октября 1867, Неханице — 18 февраля 1923, Прага) — чешский и чехословацкий политик, экономист, участник «первого чехословацкого сопротивления» во время Первой мировой войны, первый министр финансов Чехословакии и создатель национальной чешской валюты.

## Биография

### Перед созданием Чехословакии
Родился 18 октября 1867 года в Неханице, городке в окрестностях Градец-Кралове, и был девятым ребенком пекаря и крестьянина Франтишека и Франтишки Рашиновых. Позднее, его отец будет избран в 1894 году на дополнительных выборах депутатом Палаты депутатов Рейхсрата от крестьянской курии в избирательном округе Колин, Подебрады и др. Будучи самым одарённым среди своих братьев и сестёр, Алоис учился в гимназиях в Новом Быджове, Броумове и Градце Кралове. В 1886 году получил аттестат зрелости, после чего начал обучение в Праге на медицинском факультете университете Карла-Фердинанда, откуда по состоянию здоровья перевелся на юридический факультет. Был членом традиционной ассоциации чешских юристов Вшегрд (названной в честь Викторина Корнела из Вшегрда). Уже во время учебы, которую тот успешно завершил в 1891 году, принадлежал к группе так называемого «прогрессивного движения», которая была связана с левой фракцией младочехов. В том же году написал брошюру «Чешское государственное право», которая была конфискована австрийскими властями и за которую Алоис Рашин попал под следствие. Во время учебы в университете стал увлекаться политикой. Эта вовлеченность в конечном итоге стоила ему лишения звания и двух лет каторжных работ в тюрьме, к которым тот был приговорен 14 февраля 1894 года по делу так называемой «Омладины». Его заключили в тюрьме Боры, недалеко от Пльзеня, но в ноябре 1895 года был амнистирован, и ему восстановили докторскую степень в области права. Был единственным осужденным, который протестовал против амнистии, считая, что был те осуждены ошибочно по сфабрикованному делу. В 1899 году  женился на Каролине Янской, уроженке Смихова у Праги.
Позднее разошелся во взглядах с «Младочехами» и принял участие в создании Радикальной государственно-правовой партии (официально Чешской государственно-правовой партии) и преобразовании «Радикальной газеты» в журнал. Однако в 1900 году отошёл от активной политической деятельности, основал юридическую фирму (например, представлял интересы «Торгового банка») и время от времени комментировал политические события на страницах ежедневной газеты «Слово». В 1907 году в связи со сменой руководства вступил в партию младочехов, где посвятил себя написанию статей для Национальной газеты.
На выборах в Рейхсрат 1911 года был избран депутатом Палаты депутатов от 31-го округа Богемии (Клатовы). Вступил в парламентскую фракцию «Чешский клуб». Участвовал в работе в финансового и бюджетного комитетов Рейхсрата. Утратил мандат депутата 30 мая 1917 года на основании окончательного решения суда от 20 ноября 1916 года. 
С началом Первой мировой войны стал активным членом движения за независимость («Маффии»). 12 июля 1915 года был арестован, и на судебном процессе, который длился с 6 декабря 1915 года по 3 июля 1916 года, был приговорен к смертной казни за государственную измену и шпионаж вместе с Карелом Крамаржем, Винценцем Червинкой и Йосефом Замазалом. По словам свидетелей вынесения приговора, тот принял его очень мужественно и даже рассмеялся после оглашения приговора. От казни его спасло восшествие на австро-венгерский престол императора Карла I. Отбывал наказание в очень суровых условиях в тюрьме в австрийском Мёллерсдорфе, где делил камеру с Карелом Крамаржем. Первоначальный его приговор был смягчен до 10 лет тюрьменого заключения, а в июле 1917 года Алоис Рашин вместе с другими осуждёнными был амнистирован в рамках усилий имперских властей по установлению диалога с оппозиционными силами, хотя тот и не просил императора о помиловании. Уже во время процесса стал национальным героем в глазах чешской общественности. Вернувшись из тюрьмы, сразу же активно включился в политическую жизнь. 22 сентября 1917 года ему снова было присвоено звание доктора права, потому что был лишён звания во второй раз  решением суда от июля 1916 года. Принимал участие в создании партии Чешской конституционной демократии и стал членом президиума Национального комитета.

### После создания Чехословакии
28 октября 1918 года вместе с Антонином Швеглой, Иржи Стржибрным, Франтишеком Соукупем и Вавро Шробаром объявил о создании Чехословацкого государства. Был автором первоначального текста «Акта от 28 октября 1918 года о создании независимого Чехословацкого государства».
В первом правительстве страны под руководством Карела Крамаржа, должен был занять пост министра внутренних дел, а министерство финансов должен был возглавить глава Торгового банка Ярослав Прейсс, однако тот решил остаться в комерческой сфере, и пост достался Рашину. Рашин не имел экономического образования (тот был юристом) и начал изучать экономику лишь годом ранее, в 1917 году, ещё находясь в тюрьме. Вступил в должность министра 14 ноября 1918 года и оставался в должности до отставки правительства в июле 1919 года. В то время тот занимал государственную должность, которая совмещала должность современного министра финансов и одновременно управляющего Центрального банка (он возглавлял банковский комитет), поэтому он мог контролировать доходную и расходную части государственного бюджета, а также управление валютой (Чехословацкий национальный банк был учрежден законом в 1919 году путём денежного отделения от Австро-Венгрии, но фактически начал функционировать только в 1926 году). Будучи на этой должности, Рашин подвергал критике политически мотивированные социальные расходы, когда депутаты одобряли все больше государственных расходов, не обеспечивая при этом адекватного сбора налогов. С 1921 года не боялся открыто говорить о проблемах бюджета и критиковал то, «как все пытаются заставить государство платить, но сами не желают вносить свой вклад в государство» («jak všichni natahují ruku, aby stát zaplatil, ale nejsou ochotni k tomu státu přispět»). Был инициатором разделения валют в рамках чехословацкой денежной реформы 1919 года. На основании предоставленных ему особых полномочий, тот приказал закрыть государственные границы и проштамповать все денежные знаки, находившиеся в обращении в Чехословакии, в период с 26 февраля по 9 марта 1919 года. Часть средств была удержана им в виде принудительного государственного займа. Таким образом, новое государство создало независимую чехословацкую валюту, которая была очень стабильной в то время, когда соседние страны переживали гиперинфляцию, но ценой дефляционной политики, которая привела к росту безработицы и сокращению экспорта. Благодаря этой работе Рашин приобрел репутацию «государственного строителя» и стабилизатора разваленных послевоенных государственных финансов.
В период с ноября 1918 по апрель 1920 года был депутатом Революционного национального собрания от партии Чешская конституционная демократия, позднее от её преемницы Национал-демократической партии Чехословакии. На парламентских выборах 1920 года был избран депутатом Национального собрания. После его смерти, мандат перешёл к Яну Камелскому. 
В 1922 году вновь стал министром финансов Чехословакии в правительстве Антонина Швеглы. На своём посту тот продолжал поддерживать политику бюджетной экономии, стабилизации валюты и дефляции. Ценой этого стал рост безработицы и ухудшение благосостояния населения. Вступал в спор с некоторыми легионерами, когда заявил, что «работа на благо страны не оплачивается» («práce pro národ se neplatí»). 

### Покушение и смерть
В последние дни своей жизни Рашин вступил в конфликт с коллегами из-за дефляционных мер. Президент Томаш Гарриг Масарик также планировал отправить в отставку Рашина. Утром 5 января 1923 года вышел из своей квартиры на улице Житной и хотел сесть в министерский автомобиль. В этот момент на него было совершено покушение, в ходе которого он был смертельно ранен в спину и бок 19-летним анархо-коммунистом Йосефом Шоупалом. Тот впоследствии признался, что хотел убить других чехословацких капиталистов Карела Крамаржа и Ярослава Прейсса. Из-за своего возраста (ему ещё не исполнилось 21 года) Шоупал был приговорён к тюремному заключению сроком на 18 лет в Картоузах (ныне Валдице). 
Рашин был доставлен в Подольский санаторий. Медицинскую бригаду возглавил профессор Юлиус Петрживальский, ему помогали терапевт Ладислав Силлаба и хирург Рудольф Едличка. По свидетельству врачей, состояние здоровья Рашина было безнадежным — пуля попала ему в одиннадцатый позвонок, где и застряла. Повреждение спинного мозга вызвало полный паралич нижних конечностей и серьезные расстройства кишечника и мочевого пузыря; через шесть недель страданий возникли инфекция спинномозговой жидкости, бактериальная гангрена и сепсис. Одним из последних вопросов, который его беспокоил, было ли покушение на него связано с его спором с лидерами легионеров, который, по его мнению, был бы трагическим недоразумением.
Утром 18 февраля 1923 года Алоис Рашин скончался. Похоронен в Праге-Дейвице на кладбище Шарка возле церкви Святого Матфея. 
В ответ на его смерть был принят закон о защите республики, который был подготовлен годом ранее. Из-за своей противоречивости этот непопулярный закон был принят как ответ на покушение и последующую смерть, что послужило удобным поводом для его принятия. Президент осудил покушение, а правительством был принят ряд про-социалистических законов.

## Политические взгляды
Алоиз Рашин был чешским националистом на протяжении всей своей жизни. В молодости занимал радикальные позиции, но с течением жизни стал консерватором. Как экономист, был под сильным влиянием своего учителя Альбина Брафа, который был последователем австрийской экономической школы. Будучи министром финансов, проводил строгую бюджетную политику и стремился, в частности, укрепить чехословацкую валюту, что, однако, также усилило влияние последующего экономического кризиса на отечественную промышленность и экспорт. В период с 1921 по 1923 год уровень цен снизился на 43%, экспорт сократился на 53%, а безработица выросла с 72 до 207 тысяч человек. Во времена Первой республики критиковал группу политиков вокруг Града, но конфликт с ними не обострился из-за внезапного покушения и смерти Рашина.